# Waadtländer Riviera

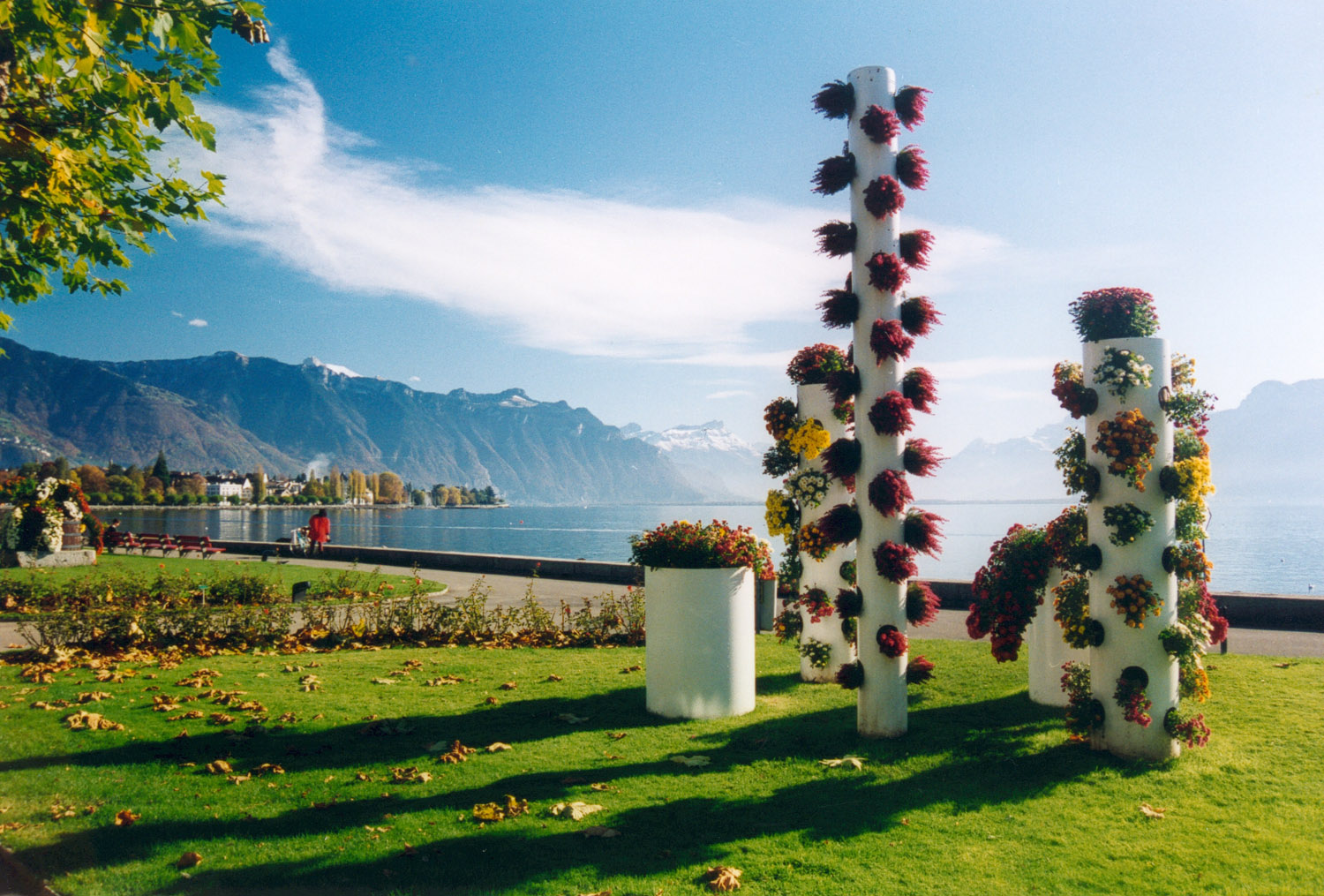
Ufer des Genfersees bei Vevey

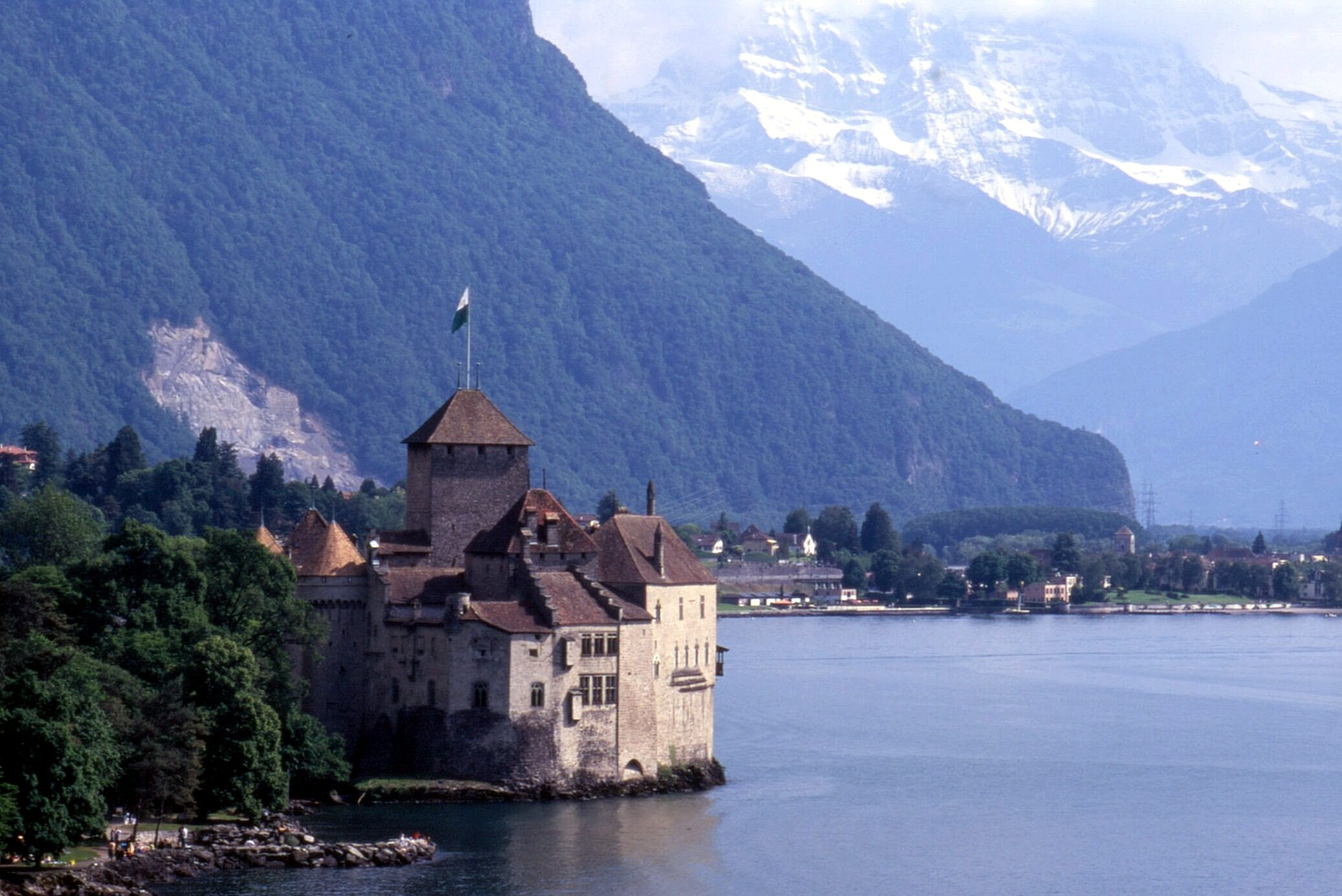
Schloss Chillon, dahinter Villeneuve

Die Waadtländer Riviera (französisch Riviera vaudoise) bildet den östlichen Teil des Nordufers des Genfersees im Kanton Waadt in der Schweiz. Sie umfasst insbesondere die Orte Vevey, La Tour-de-Peilz, Montreux und  Villeneuve. Westlich davon liegt das Lavaux. Die Siedlungen gehören zur Metropolregion Genf-Lausanne, dem zweitgrössten Ballungsgebiet der Schweiz. 
Wichtigste Attraktion ist das Schloss Chillon, das zwischen Montreux und Villeneuve auf einer kleinen Insel im See liegt.
Im neuen Bezirk Riviera-Pays-d’Enhaut wird Riviera erstmals auch als offizielle Bezeichnung verwendet. Seit 2001 wird die Bezeichnung im Namen des Transportunternehmens des öffentlichen Verkehrs Transports Montreux–Vevey–Riviera (MVR) verwendet. 
Die Waadtländer Riviera wird überragt von den Bergen Mont Pèlerin, Les Pléiades, Cape au Moine, Dent de Jaman und Rochers de Naye.